# Mauri Spagnol
Gruppo editoriale Mauri Spagnol (GeMS) est une holding d'édition italienne, faisant partie des Messaggerie Italiane, troisième groupe de son secteur en Italie.

## Histoire
Le Gruppo editoriale Mauri Spagnol a été fondé en octobre 2005, il est contrôlé par la famille Mauri à hauteur de 70 % et par la famille Spagnol (20 %) : l'accord repose sur des liens historiques entre les deux, forgés surtout grâce à, d'un côté, Luciano Mauri (1929-2005), alors patron des Messaggerie Italiane, ses deux frères, Fabio et Achille, et de l'autre, Mario Spagnol (1930-1999), ainsi que son fils Luigi.
Ce groupe rassemble toutes les maisons d'éditions italiennes rachetées par la maison mère, les Messaggerie Italiane, qui, elles, gèrent le pôle distribution, ainsi que d'autres activités comme la vente d'ouvrages en ligne ou l'édition numérique.
Il est dirigé par Stefano Mauri, fils de Luciano Mauri.

## Maisons d'éditions du groupe
- Bollati Boringhieri, fondée en 1957 à Turin, acquise en 2009
- Chiarelettere (49 %)
- Corbaccio, fondée en 1923, acquise en 2005
- Duomo Ediciones, maison d'édition basée à Barcelone
- Garzanti, fondée en 1936, acquise en 1998
- Guanda, fondée en 1932, acquise en 2005
- La Coccinella, livres pour enfants, maison fondée en 1977 (56 %)
- Longanesi, acquise en 1977
- Editrice Nord, fondée en 1970, acquise en 2005
- Ponte alle Grazie, fondée en 1989, acquise en 2006
- Adriano Salani Editore, fondée en 1862, acquise en 2005.
- Tea (Tascabili degli Editori Associati), fondée en 1987, acquise en 2005
- Tre60, fondée en 2012
- Antonio Vallardi Editore, très ancienne maison datant du XVIIIe siècle, rachetée par Garzanti en 1970